# Gangan FC
Gangan Football Club w skrócie Gangan FC – gwinejski klub piłkarski, grający w drugiej, a niegdyś w pierwszej lidze gwinejskiej, mający siedzibę w mieście Kindia. W latach 1963–2005 klub występował pod nazwą Sily Club de Kindia.

## Sukcesy
- Puchar Gwinei[1]
  - zwycięstwo (1): 1963.
  - finał (6): 1964, 1965, 1971, 1972, 1973, 1984

## Występy w afrykańskich pucharach
| Sezon | Rozgrywki       | Runda | Kraj    | Klub              | Dom | Wyjazd | Dwumecz |
| ----- | --------------- | ----- | ------- | ----------------- | --- | ------ | ------- |
| 1964  | Puchar Mistrzów | 1     | Liberia | Invincible Eleven | 4–1 | 2–3    | 6–4     |
| 1964  | Puchar Mistrzów | 2     | Mali    | Stade Malien      | 4–2 | 0–2    | 4–4     |

## Stadion
Domowe mecze klub rozgrywa na stadionie o nazwie Stade Fodé Fissa w Kankan, który może pomieścić 2500 widzów.

## Reprezentanci kraju grający w klubie od 1999 roku
Stan na lipiec 2023.
| - Aboubacar Kilé Bangoura - Sambégou Bangoura | - Boniface Haba - Mamadou Kané |